# 이디스 에번스
이디스 에번스 여사(Dame Edith Evans, DBE, 1888년 2월 8일 ~ 1976년 10월 14일)는 잉글랜드의 배우이다.

## 서훈
- 1946년 대영 제국 훈장 2등급(DBE, 작위급 훈장)[1]